# Копи-новобранці
«Копи-новобранці» — канадський телесеріал про 15-й поліцейський відділок та її працівників з Міссі Перегрім та Грегорі Смітом у головних ролях, прем'єра якого відбулася 24 червня 2010 року на Global у Канаді. Того ж дня серіал вийшов США на ABC.
Серіал досяг несподіваного успіху в рейтингах і 12 липня 2010, після виходу в ефір трьох епізодів, ABC продовжив проект на другий сезон, який вийшов влітку 2011. 13 липня 2011 року серіал було продовжено на третій сезон. 17 липня 2013 року ABC продовжив серіал на п'ятий сезон із 22 епізодів, який стартував 19 травня 2014 року. 7 серпня 2014 року було оголошено, що п'ятий сезон завершився після показу одинадцяти серій, а решту запланованих одинадцяти серій перенесено на шостий сезон. Прем'єра шостого сезону відбулася 21 травня 2015. Пізніше було оголошено, що серіал не буде продовжено на сьомий сезон.

## Сюжет
Троє дівчат і два хлопці, які щойно закінчили поліцейську академію, влаштовуються на роботу до 15-го поліцейського відділку міста Торонто. Основна робота відділу — пошук оголошених у розшук злочинців, виїзди на місця цивільних заворушень, патрулювання вулиць та інші завдання, які не пов'язані з розслідуванням злочинів.

## Актори та персонажі
- Міссі Перегрім — Енді Макнеллі.
- Грегорі Сміт — Дов Епштейн.
- Бен Басс — Сем Суарек.
- Шарлотта Салліван — Гейл Пек.
- Енука Окума — Трейсі Неш.
- Тревіс Мілн — Кріс Діас.
- Пітер Муні — Нік Коллінз.
- Мелані Ніколлс-Кінг — Ноель Уїлльямс.
- Ноам Дженкінс — Джері Барбер.
- Метт Гордон — Олівер Шоу.
- Ерік Джонсон — Люк Каллахан.